# Badalona en Comú Podem
|  | No s'ha de confondre amb Guanyem Badalona en Comú. |

Badalona en Comú Podem (BeCP) és una coalició electoral entre Catalunya en Comú i Podem per concórrer a les eleccions municipals de Badalona.

## Formació
La coalició electoral es va crear arran de les eleccions municipals de 2019. Les direccions nacionals de Podem i ICV-EUiA, integrada des de 2016 dins de Catalunya en Comú, que ja concorrien conjuntament a les eleccions generals espanyoles, van anunciar la intenció de col·laborar a la ciutat de cara a les municipals, apostant per la defensa dels drets socials i una solució pactada del procés sobiranista a Catalunya.
S'allunyava així de GBeC, on s'integrava també Podem, i ERC, amb qui ICV-EUiA havia format candidatura i govern el 2015, desbancant l'alcalde popular, Xavier García Albiol, i amb qui va negociar el 2019 per formar candidatura, sense èxit a causa de la reticències d'ICV-EUiA per les diferències entre ambdós partits sobre el procés independentista català. La direcció local de Podem, que havia format part de GBeC tot i que després se'n va desvincular, no hi estava d'acord i apostava per integrar-se a la coalició proposada sota la marca de La Badalona Valenta. Finalment, després de la dimissió en bloc de la direcció local de Podem en senyal de protesta, la coalició de Badalona en Comú Podem va poder tirar endavant. D'aquesta manera, s'assumia que ambdues formacions competirien amb els seus antics aliats i companys de govern.

## Eleccions municipals de 2019
La cap de llista de la coalició va ser Aïda Llauradó Álvarez, membre d'ICV, i la segona posició fou per a Rosa Trenado, membre de Podem. La llista la va tancar Susana Segovia, diputada i portaveu de Catalunya en Comú al Parlament de Catalunya, a més dels fins llavors regidors d'ICV-EUiA a l'Ajuntament de Badalona Àlex Mañas i Maria Gallardo, que es retiraren així de la primera línia política municipal. Cal destacar que Àlex Mañas havia format part del govern de Dolors Sabater del 2015 al 2018.
A les eleccions municipals celebrades el 26 de maig de 2019, la coalició de Badalona en Comú Podem va obtenir dues regidores, igualant els resultats d'ICV-EUiA a les eleccions del 2015, però obtenint uns 2.500 vots més que llavors. Va esdevenir la quarta força del consistori, per davant de Junts per Badalona, i per darrere del PP, la coalició de La Badalona Valenta i el PSC.
El juliol del 2019, Badalona en Comú Podem arribava a un acord amb el PSC per integrar-se al govern d'Àlex Pastor, que havia estat reelegit alcalde després de les eleccions. Gràcies a aquest pacte, Aïda Llauradó es convertia en la primera tinent d'alcalde de Badalona i assumia responsabilitats en l'Àmbit de Drets Socials i Feminismes. Per la seva banda, Rosa Trenado assumia responsabilitats en l'Àmbit de Medi Ambient, desenvolupament industrial i innovació.
El 22 d'abril de 2020, Aïda Llauradó es convertí en l'alcaldessa accidental de Badalona després de la dimissió d'Àlex Pastor arran de la seva detenció per conduir amb símptomes d'embriaguesa i haver-se saltat el confinament decretat per la pandèmia de coronavirus. En qualitat d'aquest càrrec convocà el ple que investí Xavier García Albiol com a nou alcalde de la ciutat el 12 de maig del 2020. A partir d'aquell moment, Badalona en Comú Podem deixà el govern de la ciutat i passà a l'oposició. Tanmateix, poc més d'un any després, el partit tornaria al govern de la ciutat després que una moció de censura destituís Albiol, el 8 de novembre de 2021, arran de la seva aparició als Papers de Pandora. El nou govern de la ciutat, el tercer de la legislatura, tornava ha estar encapçalat pel PSC, amb Rubén Guijarro com a alcalde, i es fruit d'un pacte de govern entre els grups municipals dels socialistes, els comuns, ERC i de l'únic regidor de Junts per Catalunya a la ciutat.